# Nombre 177
El nombre 177 (CLXXVII) és el nombre natural que segueix el nombre 176 i precedeix el nombre 178.
La seva representació binària és 10110001, la representació octal 261 i l'hexadecimal B1.
La seva factorització en nombres primers és 3×59; altres factoritzacions són 1×177 = 3×59; és un nombre 2-gairebé primer: 3 × 59 = 177.